# ریکاردو ادریان سیلوا
ریکاردو ادریان سیلوا (انگلیسی: Ricardo Adrian Silva؛ زادهٔ ۲۷ مارس ۱۹۷۷) بازیکن فوتبال اهل آرژانتین است.
از باشگاه‌هایی که در آن بازی کرده‌است می‌توان به باشگاه فوتبال پراک اشاره کرد.